# La Batalla de Lepanto (pintura)
La batalla de Lepanto es una pintura famosa del galardonado artista filipino y héroe Juan Luna.  Luna fue uno de los primeros filipinos en destacarse y obtener reconocimiento en el campo internacional del arte y la cultura (el otro fue Félix Resurrección Hidalgo).  Pintado por Luna en 1887, la obra trata sobre la batalla de Lepanto del 7 de octubre de 1571. La pintura muestra a don Juan de Austria en combate la proa de un barco. Es una de las tres «grandes pinturas épicas» pintadas por Luna junto a Spoliarium y El compacto de sangre. La pintura también es conocida como  La batalla de Lepanto de 1571.

## Importancia histórica
Al convertirse en el segundo filipino en ganar la primera de tres medallas de oro en la Exposición General de Bellas Artes en Madrid, España en 1884 por su pintura Spoliarium,  Luna se volvió famoso y obtuvo comisiones por parte del gobierno español para crear otras pinturas. Aunque Luna decidió mudarse de Madrid a París, Francia, en octubre de 1884, tuvo que trasladarse entre los dos lugares para cumplir con sus pedidos de retratos, incluyendo la tarea de asistir a filipinos en la búsqueda de reformas en las Filipinas en la sede de gobierno de España en Madrid.  Una de las pinturas comisionadas fueron La Batalla de Lepanto, junto con Peuple et Rois y España y Filipinas. Fue el Senado de España, a través de la influencia del Rey Alfonso XII de España, quien comisionó Luna para pintar La Batalla de Lepanto.  El plan del rey Alfonso XII era de colgar La Batalla de Lepanto de Luna al lado de la obra maestra de Francisco Pradilla Ortiz de 1878, La rendición de Granada.  Otra razón para comisionar a Luna para que pinte La Batalla de Lepanto era para compensar a Luna por no haber recibido el gran premio conocido como «Premio de Honor» o la “Medalla de Excelencia” por Spoliarium. Un jurado sesgado, conocido como el «Jurado de Honor» no le entregó a Luna el premio porque era filipino y pese al hecho de que «el público sentía» que Luna «merecía el premio». Un año después, La Batalla de Lepanto se convirtió en medallista de oro durante la Exhibición de Bellas Artes de 1888 en Barcelona, España.  Durante la reunión de victoria de los filipinos en Madrid, en héroe nacional filipino José Rizal elogió a Luna y a Hidalgo por sus logros, “maestría y nacionalismo” en un discurso. Graciano López Jaena, otro héroe filipino, también le dio Luna e Hidalgo un «discurso congratulatorio» por su éxito.

## Descripción
The Battle of Lepanto de Luna le da importancia a la “la victoria española sobre los turcos”.  Por esta razón, la viuda del Rey Alfonso XII de España, la Reina Regente María Cristina de Asturia, fue quien en persona presentó la obra maestra en el Salón del Senado de Madrid en noviembre de 1887, junto con La rendición de granada de Pradilla. No obstante, la victoria en Lepanto no fue simplemente una victoria española contra los turcos. La victoria en Lepanto fue una victoria católica contra fuerzas invasoras musulmanas. En Lepanto una coalición de católicos derrotó a las fuerzas musulmanas en su intento por conquistar tierras católicas. Debido a que los españoles jugaron un rol crucial en la victoria en Lepanto, la pintura es una expresión del orgullo del catolicismo español.  Luna también recibió, a través de una orden real de la Reina Regente María Cristina, la Medalla de Isabela La Católica del Ministerio de Ultramar, por el “destacado” servicio a España por parte del filipino.